# Gare de Sotchi-Aéroport
La gare de Sotchi-Aéroport (en russe : Станция Аэропорт Сочи) est une gare ferroviaire russe, située dans la ville de Sotchi, dans le kraï de Krasnodar, en Russie. Elle dessert l'aéroport international de Sotchi.